# Баттиады
Баттиады (Баттиды; др.-греч. Βαττιάδαι) — древнегреческая династия царей Кирены и всей Киренаики. Правила с 630 по 440 год до н. э. Название происходит от основателя династии — Батта I.

## История
Происхождение своё род вёл от критских и ферских аристократических родов. В 630 году до н. э. Батт основал город Кирена (оно дало в дальнейшем название всей области — Киренаика). Экономические устои государства заложил Аркесилай I. В правление его преемника Батта II государство значительно расширилось, благодаря притоку греческих колонистов и захвату земель у ливийских племён. С этого момента фиксируются также контакты династии Баттиадов с правителями Египта — сначала это были фараоны, а впоследствии сатрапы Персидской империи.
В 525 году до н. э. Баттиады признали власть Персии. В то же время приобрели острую форму противоречия между знатью и царями. Это привело к свержению в 515 году до н. э. власти Аркесилая III. Впрочем, при Батте IV власть Баттиадов восстановилась, благодаря поддержке персов. С этого момента до середины 460-х годов до н. э. продолжается расцвет могущества Баттиадов.
Поражение Персидской империи в войнах с греками привело к уменьшению поддержки власти царей Баттиадов. В свою очередь, граждане городов Киренаики поднялись против власти царя. Наконец, в 440 году до н. э. власть Баттиадов в городах Киренаики пала.

## Цари из династии Баттиадов
- Батт I — 631 до н. э. — 600 до н. э.
- Аркесилай I — 600 до н. э. — 583 до н. э.
- Батт II Счастливый — 583 до н. э. — 560 до н. э.
- Аркесилай II — 560 до н. э. — 550 до н. э.
- Леарх — 550 до н. э.
- Батт III Хромой — 550 до н. э. — 530 до н. э.
- Аркесилай III — 530 до н. э. — 515 до н. э.
- Батт IV — 515 до н. э. — 466 до н. э.
- Аркесилай IV — 466 до н. э. — 439 до н. э.